# 高松市立玉藻中学校
高松市立玉藻中学校（たかまつしりつ たまもちゅうがっこう）は、香川県高松市上福岡町にある市立中学校。

## 概要
高松市中心部（本庁地区）の中西部に位置し、校区は概ね中心部の外縁から木太地区にあたる。

## 学校データ
- 生徒数：623人（2010年度[1]）

学校施設（2009年5月1日時点）
- 普通教室：26教室
- 特別教室：21教室
- 校舎面積：8187m2
- 体育館面積：2082m2

服装規定
- 制服：あり（通年必用）
- 防寒着：原則禁止[2]

## 歴史
1950年（昭和25年）2月1日、市立花園中学校、市立木太中学校（旧）を統合し開校した。この旧・木太中学校は現在の同名の木太中学校とは所在地・歴史・校区共に無関係である。

### 年表
- 1950年（昭和25年）2月1日 - 開校。
- 1958年（昭和33年）2月23日 - 校歌制定。
- 1963年（昭和38年）7月17日 - プール竣工。
- 1986年（昭和61年）4月1日 - 校区内に高松市立木太中学校（新）新設。校区分離変更。
- 1993年（平成6年）6月13日 - プール改修工事竣工。
- 2004年（平成16年）4月1日 - 高松市立小中学校全校で3学期制を廃して2学期制を導入。

### 全校生徒数の推移
玉藻中学校の生徒数は2006年までは年々大幅減少していたが、2007年以降は微減あるいは下げ止まりの傾向にある。
- 1999年度：866人
- 2000年度：824人（-42人）
- 2001年度：774人（-50人）
- 2002年度：738人（-36人）
- 2003年度：741人（+3人）
- 2004年度：716人（-25人）
- 2005年度：686人（-30人）
- 2006年度：634人（-52人）
- 2007年度：633人（-1人）
- 2008年度：632人（-1人）
- 2009年度：635人（+3人）
- 2010年度：623人（-12人）

## 教育目標
- 自ら学び考え、次代を拓く、心豊かでたくましく生きる生徒の育成

生徒像
- 自ら学び 学力の向上に努める生徒
- 礼儀正しく 思いやりと責任感のある生徒
- 命を尊び たくましく生きぬく生徒

## 通学区域
通学区域は高松市本庁地区の中西部及び木太地区の北部。
- 高松市
  - 常磐町二丁目
  - 観光通一丁目・二丁目
  - 塩上町
  - 塩上町一丁目8番
  - 多賀町一丁目・二丁目
  - 多賀町三丁目（高松第一小学校区を除く）
  - 観光町（高松第一小学校区を除く）
  - 東田町
  - 上福岡町
  - 藤塚町三丁目
  - 花園町一丁目～三丁目
  - 木太町（中央・木太南小学校区を除く）

## 進学前小学校
- 高松市立花園小学校
- 高松市立木太小学校
- 高松市立木太北部小学校

## 校区内の主な施設
- 国道11号高松北バイパス
- 観光通り
- 高松市道上福岡多肥下町線
- 長尾街道
- 高松市道福岡林線
- ことでん長尾線花園駅
- JR高徳線栗林駅・木太町駅
- 高松市役所木太出張所
- 高松市総合福祉会館
- 高松少年鑑別所
- NTT西日本香川支店
- 高松国際ホテル

## 交通
- ことでん志度線松島二丁目駅より徒歩16分（0.9km）
- ことでん長尾線花園駅より徒歩14分（0.7km）
- ことでんバス
  - 庵治線・浦生線・高松医療センター・大学病院線 上福岡バス停より徒歩3分
  - 川島・西植田線 玉藻中学前バス停よりすぐ

## 著名な出身者
- 小西健太 - 元バレーボール選手